# Хамитово
Хамитово (баш. Хәмит) — село в Абзелиловском районе Республики Башкортостан России, административный центр Хамитовского сельсовета.  Согласно переписи 2020 года население составляло 632 человека.

## Географическое положение
Расстояние до:
- районного центра (Аскарово): 70 км,
- ближайшей железнодорожной станции (Магнитогорск-Пассажирский): 117 км.

## Население
| 1968 | 2002 | 2009 | 2010 |
| ---- | ---- | ---- | ---- |
| 457  | ↗699 | ↗761 | ↘676 |

Согласно переписи 2002 года, преобладающая национальность — башкиры (100 %).

## Религия
В селе есть мечеть.